# پاکستون (ماساچوست)
پاکستون، ماساچوست
پاکستون (به انگلیسی: Paxton) شهرکی در شهرستان ورچستر ایالت ماساچوست می‌باشد که در سال ۱۷۷۵ بنیان‌گذاری شده‌است. این شهرک در سرشماری سال ۲۰۱۰ میلادی، ۴٬۸۰۶ نفر جمعیت داشته‌است.